# Ça commence à Vera Cruz
Pour plus de détails, voir Fiche technique et Distribution.
Ça commence à Vera Cruz (titre original : The Big Steal) est un film américain réalisé par Don Siegel, sorti en 1949.

## Synopsis
Le lieutenant Duke Halliday (Robert Mitchum) débarque à Vera Cruz. Le capitaine Blake (William Bendix) a échoué à l'arrêter à bord du bateau, sous l'accusation d'avoir volé à l'armée de l'argent de la paie. Halliday recherche le vrai voleur, Jim Fiske, pour prouver son innocence. Fiske est aussi recherché par la charmante Jane (Jane Greer), qu'il a escroquée de 2000 dollars. Associés bon gré mal gré, Duke et Jane, qui parle espagnol, se lancent à la poursuite de Fiske sur les routes mexicaines, suivi par Blake, qui ne parle pas un mot d'espagnol, tous sous la surveillance ironique de l'Inspecteur Général Ortega, qui joue au chat qui laisse fuir la souris pour qu'elle le mène à son repaire ...

## Fiche technique
- Titre : Ça commence à Vera Cruz
- Titre original : The Big Steal
- Réalisation : Don Siegel

- Scénario : Geoffrey Homes, Gerald Drayson Adams
- Photographie : Harry J. Wild
- Montage : Samuel E. Beetley
- Musique : Leigh Harline
- Direction musicale : Constantin Bakaleinikoff
- Direction artistique : Albert S. D'Agostino, Ralph Berger (en)
- Décors : Darrell Silvera, Harley Miller (en)
- Costumes : Edward Stevenson (non crédité)
- Son : Phil Brigandi, Clem Portman (en)
- Maquillage : Gordon Bau
- Conseiller technique : Salvador Baguez
- Producteur : Jack J. Gross (en)
- Producteur exécutif : Sid Rogell RKO
- Société de production :  RKO Radio Pictures
- Société de distribution :  RKO Radio Pictures
- Pays de production :  États-Unis
- Langue : Anglais, Espagnol
- Format : Noir et blanc — 35 mm — 1,37:1 — Son : Mono (RCA Sound System)
- Genre : Film policier, Thriller, Film noir
- Durée : 71 minutes (1 h 11)
- Dates de sortie :
  - États-Unis : 29 juin 1949
  - Royaume-Uni : octobre 1949 (Londres)
  - Canada : 21 octobre 1949
  - France : 28 août 1953

## Distribution
- Robert Mitchum (VF : René Marc) : Lieutenant Duke Halliday (René Marc)
- Jane Greer (VF : Françoise Gaudray) : Jane Fiske
- William Bendix (VF : Fernand Rauzena) : Capitaine Blake
- Patric Knowles (VF : Raymond Loyer) : Jim Fiske
- Ramón Novarro (VF : Serge Lhorca) : Inspecteur Général Ortega
- Don Alvarado (VF : Gérard Férat) : Lieutenant Ruiz, adjoint d'Ortega
- John Qualen (VF : Henri Ebstein) : Julius Seton
- Ted Jacques (VF : Claude Bertrand) : Cole, un homme de main de Seton

Acteurs non crédités
- Frank Hagney : le garde Madden
- Rodolfo Hoyos Jr. : un douanier
- Pascual Garcia Pena

## À noter
- « Nous avons fait (ce film) uniquement parce que Robert Mitchum était en prison pour usage de stupéfiants, et que le studio devait prouver qu’il l’employait légitimement. Toutes les fins de scène étaient tournées avec William Bendix sans feuilles aux arbres, parce que Mitchum était absent et que c'était l’hiver. Tous les débuts de scène furent filmés à son retour et sous de denses frondaisons. On a attendu Bob avec impatience, mais quand il s’est montré, ce fut en toute beauté. Nous étions là, au Mexique, dans le pays de la marijuana, mais lui, par un étrange esprit de contradiction, est arrivé complètement saoul de tequila, et il est tombé comme une masse, ivre mort. Il a fallu attendre qu’il se dessoûle pour commencer. Vous ne devez pas juger ce film à un très haut niveau. Son standard est modeste. Nous sommes allés au Mexique, et on s’y est amusé, un point c’est tout » (Don Siegel)